# NGC 5415
NGC 5415 este o galaxie eliptică situată în constelația Ursa Mică. A fost descoperită în 8 aprilie 1886 de către Lewis A. Swift.